# Pheidole walkeri
Pheidole walkeri är en myrart som beskrevs av Mann 1922. Pheidole walkeri ingår i släktet Pheidole och familjen myror. Inga underarter finns listade i Catalogue of Life.